# Črnica
Črnica – wieś w Chorwacji, w żupanii istryjskiej, w mieście Buzet. W 2011 roku liczyła 45 mieszkańców.